# Jim Hutton
Jim Hutton, nato Dana James Hutton (Binghamton, 31 maggio 1934 – Los Angeles, 2 giugno 1979), è stato un attore statunitense, noto soprattutto per il ruolo di Ellery Queen nell'omonima serie televisiva (1975-1976).
Spesso accreditato come James Hutton, era il padre dell'attore premio Oscar Timothy Hutton.

## Biografia
Nel 1957, durante uno spettacolo teatrale per militari in scena a Norimberga, Jim Hutton fu chiamato a sostituire uno degli attori e, nell'occasione, venne notato dal regista statunitense Douglas Sirk, presente fra gli spettatori. Sirk offrì a Hutton un piccolo ruolo nel film Tempo di vivere (1958), tratto da un romanzo di Erich Maria Remarque. Questo primo ruolo gli aprì le porte del grande cinema e gli offrì l'occasione di interpretare nei due anni successivi alcune commedie di successo, come La spiaggia del desiderio (1960) di Henry Levin, Per favore non toccate le palline (1961) di Richard Thorpe, Uno scapolo in paradiso (1961) di Jack Arnold, Rodaggio matrimoniale (1962) di George Roy Hill e Caccia al tenente (1962) di Richard Thorpe, facendo spesso coppia fissa sul set, e per un certo periodo nella vita, con la giovane attrice Paula Prentiss. 
Nel 1959 Hutton fece inoltre la sua prima apparizione sul piccolo schermo, interpretando un episodio della serie televisiva Ai confini della realtà. Paragonato a James Stewart per la sua alta statura, il fisico allampanato e per una certa analogia con i modi svagati propri dei personaggi di Stewart, Hutton lavorò in maniera continuativa nel cinema durante tutti gli anni sessanta, ma sempre come spalla di grandi attori più anziani e più celebri, come Charlton Heston in Sierra Charriba (1965) di Sam Peckinpah, Burt Lancaster in La carovana dell'alleluia (1965) di John Sturges, Cary Grant in Cammina, non correre (1966) di Charles Walters, John Wayne in Berretti verdi (1968), diretto dallo stesso Wayne, e in Uomini d'amianto contro l'inferno (1968) di Andrew V. McLaglen.
Tra la fine degli anni sessanta e l'inizio degli anni settanta la carriera di Hutton sembrò declinare, offrendogli solo sporadiche partecipazioni a telefilm e a pellicole cinematografiche non di primissimo piano. Il riscatto giunse nel biennio 1975-76 grazie alla serie televisiva Ellery Queen, nella quale l'attore interpretò il ruolo del protagonista, scrittore e investigatore dilettante che aiuta il padre Richard (David Wayne), ispettore di polizia a New York, a risolvere complicati casi di omicidio. Pur restando limitata a ventitré episodi in un'unica stagione, la serie resta ancora popolare presso il pubblico (grazie a continue riproposte e repliche televisive) per la raffinatezza della realizzazione e per il notevole cast che, di episodio in episodio, annoverava numerose star del cinema hollywoodiano, mentre l'immagine dello scrittore-investigatore rimane indissolubilmente legata a Jim Hutton, ai suoi modi apparentemente goffi e distratti e alla sua naturale eleganza.
Ammalatosi di un tumore al fegato, Jim Hutton morì nel 1979, a 45 anni.
Hutton fu sposato dal 1958 al 1963 con l'insegnante Maryline Adams Poole, dalla quale ebbe il figlio Timothy, e dal 1970 al 1973 con Lynni M. Solomon.
Timothy Hutton ha raccolto l'eredità paterna, divenendo attore. Il suo debutto nel film Gente comune (1980), diretto da Robert Redford, gli valse il premio Oscar al miglior attore non protagonista, premio che Timothy dedicò alla memoria del padre, scomparso pochi mesi prima.

## Filmografia parziale

### Cinema
- Tempo di vivere (A Time to Love and a Time to Die), regia di Douglas Sirk (1958)
- Dieci secondi col diavolo (Ten Seconds to Hell), regia di Robert Aldrich (1959) – non accreditato
- La nostra vita comincia di notte (The Subterraneans), regia di Ranald MacDougall (1960)
- La spiaggia del desiderio (Where the Boys Are), regia di Henry Levin (1960)
- Per favore non toccate le palline (The Honeymoon Machine), regia di Richard Thorpe (1961)
- Uno scapolo in paradiso (Bachelor in Paradise), regia di Jack Arnold (1961)
- Caccia al tenente (The Horizontal Lieutenant), regia di Richard Thorpe (1962)
- Rodaggio matrimoniale (Period of Adjustment), regia di George Roy Hill (1962)
- Una domenica a New York (Sunday in New York), regia di Peter Tewksbury (1963) – non accreditato
- In cerca d'amore (Looking for Love), regia di Don Weis (1964)
- Sierra Charriba (Major Dundee), regia di Sam Peckinpah (1965)
- La carovana dell'alleluia (The Hallelujah Trail), regia di John Sturges (1965)
- Never Too Late, regia di Bud Yorkin (1965)
- Guai con gli angeli (The Trouble with Angels), regia di Ida Lupino (1966) – non accreditato
- Cammina, non correre (Walk Don't Run), regia di Charles Walters (1966)
- 8 falsari, una ragazza e... un cane onesto (Who's Minding the Mint?), regia di Howard Morris (1967)
- Berretti verdi (The Green Berets), regia di John Wayne (1968)
- Uomini d'amianto contro l'inferno (Hellfighters), regia di Andrew V. McLaglen (1968)
- Psychic Killer, regia di Ray Danton (1975)

### Televisione
- Ai confini della realtà (The Twilight Zone) – serie TV, episodio 1x11 (1959)
- Reporter alla ribalta (The Name of the Game) – serie TV, un episodio (1971)
- Love, American Style – serie TV, 3 episodi (1971-1973)
- Marcus Welby (Marcus Welby, M.D.) – serie TV, un episodio (1974)
- Ironside – serie TV, episodio 8x10 (1974)
- Ellery Queen – serie TV, 23 episodi (1975-1976)
- Giorno per giorno (One Day at a Time) – serie TV, 4 episodi (1977)

## Doppiatori italiani
- Massimo Turci in Per favore non toccate le palline, La carovana dell'alleluia, Guai con gli angeli, Cammina, non correre
- Cesare Barbetti in La spiaggia del desiderio, Uno scapolo in paradiso, Ellery Queen (1' edizione)
- Pino Locchi in Sierra Charriba
- Walter Maestosi in Berretti verdi
- Pierangelo Civera in Uomini d'amianto contro l'inferno
- Oliviero Dinelli in Ellery Queen (2' edizione)